# Списък с произведенията на Карл Маркс
Тази статия представлява списък с произведенията на Карл Маркс.

## Приживе издадени
- (1842) „Философски манифест на историческата школа на правото“
- (1843) „Критика на Хегеловата философия на правото“
- (1843) „За еврейския въпрос“
- (1844) „Бележки за Джеймс Мил“
- (1844) „Икономически и философски ръкописи от 1844 г.“
- (1845) „Свещеното семейство“
- (1845) „Тезиси върху Фойербах“
- (1845) „Немската идеология“
- (1847) „Нищета на философията“
- (1847) „Наемен труд и капитал“
- (1848, 21 февруари) „Манифест на Комунистическата партия“
- (1850) „Класовите борби във Франция“
- (1852) „Осемнадесети брюмер на Луи Бонапарт“
- (1857) „Критически очерци по политическа икономия“
- (1859) „Принос към критиката на политическата икономия“
- (1861) „Съчинения върху Гражданската война в САЩ“
- (1862) „Теории за принадената стойност“., Томове 1 – 3
- (1865) „Стойност, цена и печалба“
- (1867) „Капиталът. Критика на политическата икономия. Том I.“
- (1871) „Гражданската война във Франция“
- (1875) „Критика на Готската програма“
- (1883) „Бележки за Адолф Вагнер“

## Произведения, издадени след смъртта на Карл Маркс
- (1885) „Капиталът. Том II“[1]
- (1894) „Капиталът. Том III“[2]
- (1979) „Маркс и Енгелс за САЩ“[3]